# Michałówka (Janów Lubelski)
Pour les articles homonymes, voir Michałówka.
Michałówka (prononciation : [mixaˈwufka]) est un village polonais de la gmina de Modliborzyce dans le powiat de Janów Lubelski de la voïvodie de Lublin dans l'est de la Pologne.
Il se situe à environ 11 kilomètres au nord-ouest de Janów Lubelski (siège du powiat) et 54 kilomètres au sud de Lublin (capitale de la voïvodie).
Le village comptait approximativement une population de 132 habitants en 2007.

## Histoire
De 1975 à 1998, le village est attaché administrativement à la voïvodie de Tarnobrzeg.

Depuis 1999, il fait partie de la voïvodie de Lublin.